# 橋野純
橋野 純（はしのじゅん、1947年12月16日 ‐ 2019年11月16日）は、日本の高校野球指導者。元社会人野球選手（内野手）。高知県生まれ、香川県育ち。

## 来歴
高知県高知市生まれ。
高知市立追手前小学校では江本孟紀と同級生。父の転勤で香川県に移り、善通寺市立東中学校野球部では投手を務め、香川県立丸亀商業高等学校では内野手を務めた。在学中に秋季四国地区高等学校野球大会に二度出場したが、1年目は尾崎正司が主戦の徳島県立海南高等学校に、2年目は江本が主戦の高知市立高知商業高等学校の前に初戦敗退し、甲子園出場はならなかった。
その後、東都大学野球連盟2部だった国士舘大学を経て、地元の大倉工業硬式野球部に入部。仁科時成とは同期だった。
1972年、丸亀商の監督、竹内效の体調不良により、教員免許を所持していた橋野に監督の声が掛かり、大倉工業を退社して商業科教諭として母校に赴任し、野球部監督に就任。1974年の第56回全国高等学校野球選手権大会で監督として初の甲子園出場を果たし、1977年の第49回選抜高等学校野球大会で甲子園初勝利、1980年の第52回選抜高等学校野球大会ではベスト4まで進出した。しかし、以後出場した4大会は全て初戦敗退に終わり、1991年夏を最後に監督を辞任した。
翌1992年から香川県立観音寺商業高等学校に異動し、野球部監督に就任した。同校は1994年に観音寺中央高校と名称変更し、秋の四国大会でベスト4。就任4年目の1995年に春夏連続で甲子園初出場し、特に春の第67回選抜高等学校野球大会では優勝を果たした。
2002年に母校の丸亀商業改め香川県立丸亀城西高等学校に戻り野球部監督に就任。2005年の第87回全国高等学校野球選手権大会に出場している。
2008年、定年により監督を辞任。2009年に親友の大悟法久志が率いる明豊高校が第91回全国高等学校野球選手権大会に出場した際は、臨時コーチを引き受けている。その後、再び丸亀城西の監督に復帰し、2014年に勇退したが、四国学院大学硬式野球部総監督として現場復帰。
2019年11月16日に死去した。享年71。

## 指導した選手
- 後藤祝秀
- 三野勝大
- 久保尚志
- 山中達也
- 関口将平